# Рафаель Лопес Гутьєррес
Рафаель Сальвадор Лопес Гутьєррес (1855—1924) — президент Гондурасу з 1920 до 1924 року.
Колишній генерал гондураської армії, Гутьєррес намагався продовжити термін своїх повноважень понад визначений конституцією. Проте це йому не вдалося й він був змушений відмовитись від влади під тиском політичної еліти. Помер у березні 1924 року, страждаючи на діабет, після тривалого лікування у Сполучених Штатах.
| Прапор Гондурасу | Це незавершена стаття про Гондурас. Ви можете допомогти проєкту, виправивши або дописавши її. |